# Turbo albofasciatus
Turbo albofasciatus là một loài ốc biển, là động vật thân mềm chân bụng sống ở biển thuộc họ Turbinidae, họ ốc xà cừ.
Some authors place this genus in the subgenus Turbo (Marmarostoma).